# Margaret Whyte
Margaret Whyte (Montevideo, 21 de febrero de 1940) es una artista visual uruguaya.

## Trayectoria
Comenzó su actividad artística en 1972 en el Círculo de Bellas Artes de Montevideo. Estudió con Clarel Neme, Jorge Damiani, Amalia Nieto, Rimer Cardillo, Hugo Longa y Fernando López Lage. Integra desde sus inicios la Fundación de Arte Contemporáneo FAC.
Su obra comprende pinturas, esculturas blandas, instalaciones e intervenciones en sitios específicos, Whyte evoca la memoria de los materiales que utiliza, fragmentos de vestidos, manteles y colchas brindan un intenso colorido a sus obras textiles en las que cuestiona los ideales de belleza y sus rituales, como forma de revalorizar lo estético independientemente de lo bello.
Sus ensamblajes son acumulaciones y capas de cortes y rasgados, envueltos, atados y cosidos, que proponen una reflexión sobre la situación de la mujer, la belleza, la moda y su lógica mercantil.
Whyte declara trabajar con todo aquello que la conmueve, con la naturaleza de las cosas, persiguiendo una necesidad de encontrarlas, unirlas y compararlas. En 2014 recibió el Premio Figari en reconocimiento a su trayectoria, el jurado integrado por Olga Larnaudie, Lacy Duarte y Enrique Aguerre, destacó la extremada singularidad de sus obras y el referente intergeneracional que es la artista en el medio del arte uruguayo. En 2020 la 59.ª edición del Premio Nacional de Artes Visuales llevó su nombre, en reconocimiento a su labor artística.

## Exposiciones
- Lo que queda, Espacio de Arte Contemporáneo, 2012.
- Belleza compulsiva, Museo Nacional de Artes Visuales, 2009.
- Madame Butterfly, intervención, escalinata Teatro Solís, Montevideo, 2009.
- Kanga, intervención, ascensor del CCE, Montevideo, 2008.
- Pliegues, Centro de exposiciones Subte, 2007.
- Cuerpos atávicos, Colección Engelman-Ost, 2003.
- Hasta que duela, Cabildo de Montevideo, 2003.
- Espacios medios, Molino de Pérez, Montevideo, 2001.
- Cajas de Petri, Sala Vaz Ferreira, Montevideo, 1999.
- Misterios y ritos, Museo del Gaucho y la Moneda, Montevideo, 1996.
- Las cosas mismas, Museo Juan Manuel Blanes, Montevideo, 1995.
- Pinturas, Museo de Arte Contemporáneo (MAC), Montevideo, 1992.

## Premios
- 1975, Premio Adquisición, 39.º Salón Nacional de Artes Plásticas y Visuales.
- 1996, Premio Ministerio de Turismo, VI Bienal de Primavera, Salto.
- 1997, Premio Especial y Adquisición, Salón de Pintura Centenario del Banco República.
- 1998, Premio Bienal de Primavera, Salto.
- 2014, Premio Figari a la trayectoria, MEC-BCU.